# Arzbach
Arzbach est une municipalité du Verbandsgemeinde Bad Ems, dans l'arrondissement de Rhin-Lahn, en Rhénanie-Palatinat, dans l'ouest de l'Allemagne.

## Références

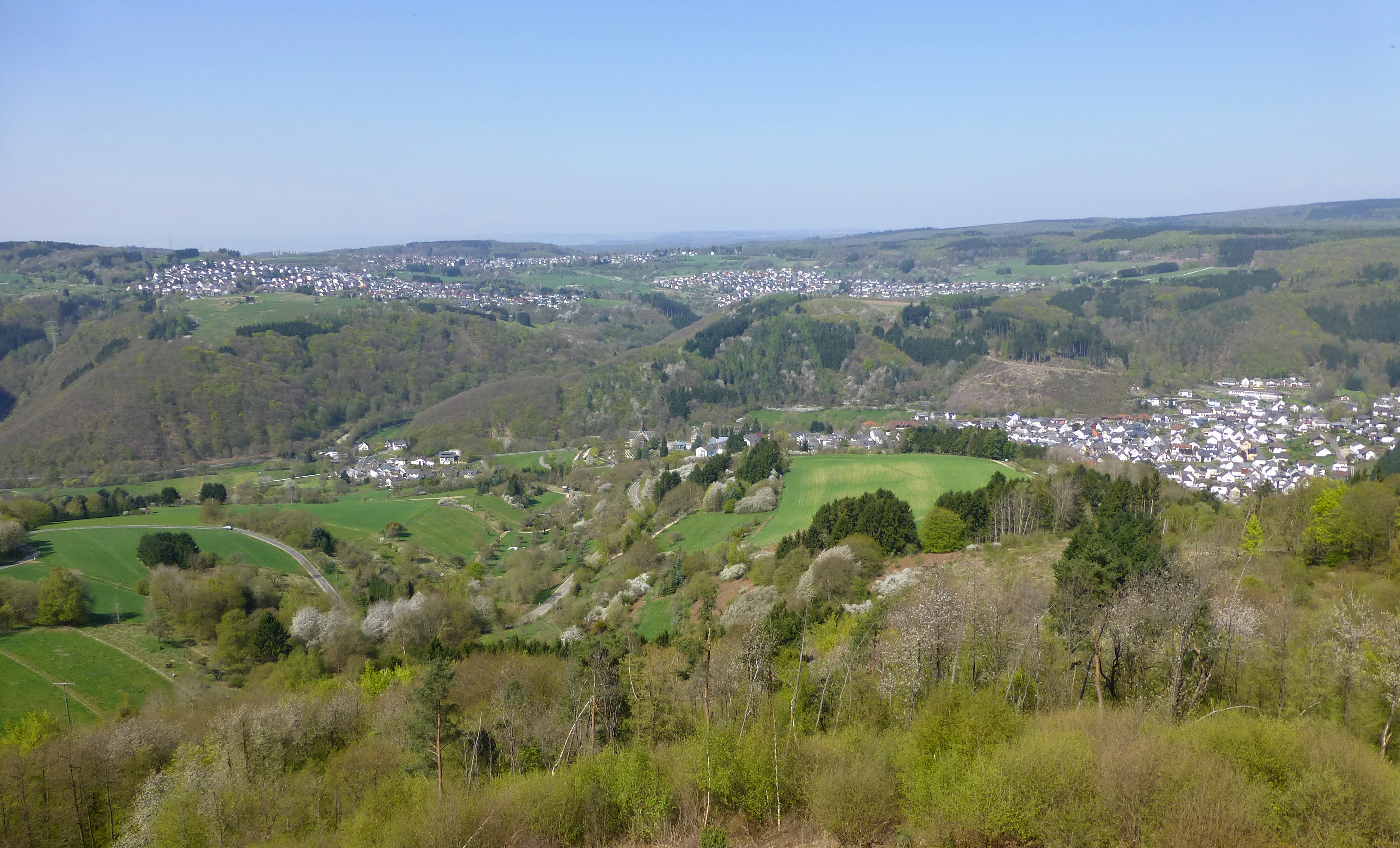
Arzbach vu depuis le Grosser Kopf (422 m) et la tour romaine Stefansturm. Le Limes romain passe dans cette vallée.